# كأس العالم 2010 المجموعة الأولى
مباريات المجموعة الأولى من كأس العالم لكرة القدم 2010 سوف تلعب من 11-22 يونيو.

|  |

## جدول الترتيب
| م | الفريق           | لعب | ف | ت | خ | أ.له | أ.ع | أ.ف | نقاط | التأهل                  |
| - | ---------------- | --- | - | - | - | ---- | --- | --- | ---- | ----------------------- |
| 1 | الأوروغواي       | 3   | 2 | 1 | 0 | 4    | 0   | +4  | 7    | تأهل مرحلة خروج المغلوب |
| 2 | المكسيك          | 3   | 1 | 1 | 1 | 3    | 2   | +1  | 4    | تأهل مرحلة خروج المغلوب |
| 3 | جنوب إفريقيا (H) | 3   | 1 | 1 | 1 | 3    | 5   | −2  | 4    |                         |
| 4 | فرنسا            | 3   | 0 | 1 | 2 | 1    | 4   | −3  | 1    |                         |

## الاستعدادات
بسبب سوء المستوى قرر الاتحاد الجنوب الإفريقي القيام بمجازفة خطيرة الاستغناء عن المدرب البرازيلي جويل سانتانا وتعيين مواطنه كارلوس ألبرتو بيريرا في يناير 2010 الذي استطاع القبول بالمهمة الصعبة وقاد منتخب جنوب إفريقيا في عدة مباريات ودية آخر 4 نتائج كانت التعادل مع بلغاريا 1-1 والفوز على كولومبيا 2-1 وعلى غواتيمالا 5-0 وعلى الدنمارك 1-0.
منتخب المكسيك تحت قيادة جديدة مع خافيير أغيري الذي تم تعيينه في 2009 واستطاع أن يؤهل منتخب بلاده إلى النهائيات وخلال الاستعدادات كانت نتائج آخر 8 مباريات الفوز 5 مرات على السنغال، أنغولا، وتشيلي بنتيجة واحدة 1-0 وغامبيا 5-1 وإيطاليا 2-1 بينما تعادل مرة واحدة مع الإكوادور سلبيًا في حين خسر مرتين من إنجلترا 1-3 ومن هولندا 1-2.
يعيش منتخب فرنسا استقرارًا فنيًا بتواجد ريمون دومينيك مدربًا له للسنة السادسة على التوالي ولكنها ستكون الأخيرة فالنتائج في المباريات الودية حطمت هذا الاستقرار وأثارت الرعب في أوساط عشاق منتخب فرنسا حيث لعب 4 مباريات في سنة 2010 حقق خلالها فوزًا يتيمًا على كوستاريكا 2-1 وتعادل يتيم أيضًا مع تونس 1-1 وخسارتين الأولى من إسبانيا 0-2 والثانية والموجعة من الصين 0-1 بسبب ضعف الأخيرة.
يقود منتخب الأوروغواي أوسكار تاباريز للمرة الثانية بعد الأولى في بطولة 1990 والذي استطاع أن يساهم في تأهله إلى الدور الثمن النهائي. اكتفى تاباريز بلعب مباراتين وديتين حيث انتهتا بالفوز الأولى على سويسرا 3-1 والثانية على إسرائيل 4-1.

## التشكيلات
أثار استبعاد المهاجم بينيدكت ماكارثي عن تشكيلة منتخب جنوب إفريقيا الكثير من التساؤل ولكن باريرا برر قراره بأن اللياقة البدنية للاعب ما زالت ضعيفة وبالتالي فإنه قرر المجازفة باستبعاده على الرغم من خبرته، حيث كان يبلغ من العمر 32 سنة ولعب 79 مباراة دولية مسجلًا 31 هدف.
قرر أغيري استبعاد لاعبي الوسط جوناثان دوس سانتوس وأدريان ألدريتي والمدافع خوان كارلوس فالينزويلا وبعد هذا القرار قرر دوس سانتوس بأنه لن يلعب لصالح منتخب بلاده مجددًا في المستقبل.
بينما أثار استبعاد دومينيك للرباعي من الأصل العربي سمير نصري، كريم بنزيما، حاتم بن عرفة، وعادل رامي الكثير من السخط من الجالية العربية في فرنسا.
وفي نفس الوقت فإن تاباريز استدعى أفضل لاعبي منتخب الأوروغواي الحاليين من دون أن يعاني من الانتقادات.

## المباريات

### جنوب أفريقيا-المكسيك
قبل المباراة الافتتاحية بين جنوب أفريقيا والمكسيك بدأت حرب التصريحات بين الطرفين حيث قال حارس مرمى جنوب أفريقيا أتوميلينغ كهون «في الحقيقة أنا قلق بعض الشيء لأننا في مجموعة صعبة ومعنا منتخبات لها تاريخ كبير...لكن ما يثلج قلبي هي الجماهير التي ستساندنا بكل ما لديها من قوة لترى جنوب أفريقيا في أدوار متقدمة في كأس العالم» ثم أضاف قائلا «حقاً أنه لشرف كبير أن تنظم بلادي هذا الحدث العالمي...لذا أنا على يقين بأننا سنلعب بكل طاقتنا لنرسم البسمة على شفاه الشعب الذي ينتظر الكثير منا في هذه البطولة». بينما قال لاعب الوسط ستيفن بينار «نعرف قوة المنتخب المكسيكي فهو من المنتخبات التي تلعب كرة قدم هجومية ولا يخشى أحد، لذلك سنبذل قصارى جهدنا لنعبر هذه المباراة حتى تكون بداية موفقنا لنا في المونديال». أما في الطرف الآخر فقد قال المدرب أغيري «نحن واثقون من أنفسنا وسنبذل قصارى جهدنا». علما بأنه كان يسابق الزمن من أجل شفاء مدافعه المخضرم رافاييل ماركيز ومشاركته في المباراة وهذا ما حدث  في الشوط الأول استطاع منتخب المكسيكي أن يسجل هدفا عن طريق المهاجم كارلوس فيلا ولكن الحكم ألغاه بداعي التسلل وحصل المكسيكي إفراين خواريز على أول بطاقة صفراء في البطولة في الدقيقة 18. بعدما كان جنوب أفريقيا متراجعا في الشوط الأول قام في بداية الشوط الثاني بشن الهجمات المتتالية التي أسفرت عن تسجيل أول أهداف البطولة في الدقيقة 55 عن طريق سيفيوي تشابالالا فراد جهة اليسار استغله على أكمل وجه بإطلاق تسديدة صاروخية مُحكمة في أبعد زوايا المرمى على يسار الحارس أوسكار بيريز روخاس. ثم تسلم ماركيز الكرة داخل منطقة الستة ياردات وكان جواره زميلين له في وضعية انفراد صريح لكنه فضل التسديد المباشر في المرمى على التمرير العرضي ليحرز هدف التعادل في الدقيقة 79 لتنتهي المباراة بالتعادل الإيجابي 1-1. بعد المباراة قال ماركيز «لقد خرجنا بنقطة وهذا شيء يُعد جيداً». بينما قال أغيري «اعتقد بأننا كنا الأقرب لتحقيق الفوز خاصة في أول نصف ساعة من المباراة وعند بداية الشوط الثاني تفاجئنا بهدف جنوب أفريقيا الذي قلب المباراة رأساً على عقب. تغير أداءنا كثيراً عقب هذا الهدف ولكن بفضل خبرة اللاعبين استطعنا العودة قبل نهاية المباراة بعشر دقائق». بينما قال بيريرا «كنا نستطيع أن ننهي المباراة لصالحنا، ولكن في النهاية التعادل لم يكن بالشيء السيئ». أما مساعده بيتسو موسيماني فقد قال «التعادل منحنا نقطة وبالتالي هي بداية التحرك في المجموعة وكذلك نحن أخذنا نقطتين من المكسيك».

### الأوروغواي-فرنسا
صرح قائد منتخب الأوروغواي دييغو لوغانو قائلا «في الحقيقة سنلعب مباراة جيدة أمام المنتخب الفرنسي، ففي هذه الليلة سنعرف مستوانا الحقيقي... وشخصياً مستعد بنسبة مائة بالمائة للمونديال بصفة عامة ولهذه المباراة بصفة خاصة». أما في الجانب الفرنسي فإن المدافع ويليام غالاس شعر بالغضب بسبب اختيار الظهير باتريس إيفرا قائدا لمنتخب فرنسا بدلا منه. بينما صرح فلورينت مالودا قائلا «لا أزال أتذكر خروجنا المخزي من كأس الأمم الأوروبية 2008 ففي هذه الفترة لعبنا كرة قدم سيئة للغاية. أرى مباراة الصين التي خسرنا فيها تُعد بمثابة جرس الإنذار الأخير لذلك أناشد زملائي بأن نتغلب جميعاً على الصعاب ونفعل شيء يحسب لفرنسا في هذه البطولة الكبرى»، ونتيجة لذلك قرر دومينيك وضع مالودا على مقاعد الاحتياط والدفع بسيدني غوفو مكانه. قرر تاباريز اللعب بطريقة دفاعية والهجوم بأربعة لاعبين فقط مستغلا عقم هجمات منتخب فرنسا لتنتهي المباراة بالتعادل السلبي. وتباينت مشاعر الفرنسيين حيث قال دومينيك «عدم انتصارنا في تلك المباراة أمر مُحبط للغاية، ربما لم نكن هادئين بما فيه الكفاية في الجزء الأخير من الملعب وفي نفس الوقت فإن أورجواي دافعت بشكل مميز للغاية وهم فريق قوي في ذلك الجانب». أما إيفرا فقد قال «لقد أردنا فعلاً الفوز بالثلاث نقاط لكني فخور حقًا بالفريق وأعتقد أننا لعبنا جيدًا». وأبدى تاباريز سعادته قائلا «بالنظر لتاريخ فرنسا وحقيقة تفوقهم ماليًا علينا، أبدو سعيدًا جدًا بنقطة التعادل من المنتخب الفرنسي وهي نقطة نستحقها تمامًا».

### جنوب أفريقيا-الأوروغواي
قال لاعب الوسط أرون موكوينا أنه سيبذل قصارى جهده في المباراة المقبلة  بينما قال لاعب الوسط ستيفن بينار أن الفوز على منتخب الأوروغواي سيؤهلهم إلى الدور الثمن النهائي. قال المدرب البرازيلي كارلوس ألبرتو بيريرا أنه يعامل مهاجم منتخب جنوب أفريقيا سيفيوي تشابالالا كما لو كان لاعبا برازيليا  بينما قال المهاجم كاتليغو مفيلا أنه كان يتمنى تواجد المهاجم بينيدكت ماكارثي معهم من أجل الاستفادة من خبرته ونصائحه. قال الحارس أتوميلينغ كهون واثق من تحقيق الفوز على الأوروغواي. في الجانب الآخر قال مهاجم منتخب الأوروغواي دييغو فورلان أنه لا يفهم سبب الحملة القاسية على الفوفوزيلا  بينما قال المدرب أوسكار تاباريز بأنه سيغير طريقة اللعب أمام جنوب أفريقيا. قال لاعب الوسط دييغو بيريز أن المباراة المقبلة صعبة ولكنه يؤمل في تحقيق الفوز  بينما قال الحارس فيرناندو موسليرا إنه يعيش حلم لذيذ بالتواجد في هذه التظاهرة. قال الظهير خورخي فوسيلي أنه يتوجب عليهم التغلب على جنوب أفريقيا من أجل ضمان التأهل إلى الدور الثمن النهائي. بدأت المباراة في تمام الساعة الثامنة والنصف بالتوقيت المحلي. أعلن فورلان عن نفسه بقوة في الدقيقة 24 بتسديدة من مسافة بعيدة لمست موكوينا لاعب جنوب أفريقيا وأكملت طريقها من فوق حارس المرمى إلى داخل الشباك لتتقدم الأوروغواي 1/0. وشهدت الدقيقة 76 ضربة قاضية لمنتخب جنوب أفريقيا بعد هجمة خطيرة تصدى فيها كهون لتسديدة قوية وبعدها وصلت الكرة إلى لويس سواريز الذي تعرض للعرقلة من قبل كهون حارس المرمى ليشهر الحكم البطاقة الحمراء في وجه الحارس ويحتسب ضربة جزاء لمنتخب أوروغواي وخرج بينار في الدقيقة 79 وحل مكانه الحارس البديل مونيب جوسيفز الذي فشل في التصدي لضربة الجزاء التي سددها فورلان في الدقيقة 80 ليكون الهدف الثاني له ولفريقه في هذه المباراة ويقضي به على آمال أصحاب الأرض في تحقيق التعادل. وجاءت الدقيقة الخامسة من الوقت بدل الضائع لتحمل صدمة جديدة لأصحاب الأرض اثر تمريرة عرضية من سواريز إلى زميله ألفارو بيريرا الذي لم يجد صعوبة في إيداعها الشباك وهو في حلق المرمى ليكون الهدف الثالث للفريق ويصعب من مهمة جنوب أفريقيا في البطولة لتنتهي المباراة بفوز الأوروغواي 3/0. بعد نهاية المباراة قال بيريرا أن اللاعبين قاموا بعمل جيد وهو لا يعتقد بأن قلة الخبرة السبب في الخسارة بل بسبب ظروف أخرى مختلفة  بينما قال بينار أنهم قد لعبوا على نتيجة التعادل وهدف فورلان صدمهم. قال موكوينا أنه يتوجب عليهم نسيان ما حدث والتطلع للمستقبل  بينما أصدر الاتحاد الدولي لكرة القدم قرار بتوقيف الحارس كهون لمباراة واحدة فقط. وفي المقابل قال تاباريز أنهم استطاعوا التغلب على منتخب جيد وهو أيضا المستضيف وهو فوز مهم وقد استطعنا تقديم نفس أداء المنتخب الذي شارك في بطولة 1970. قال صاحب الهدفين فورلان أن جميع المهاجمين يحبون تسجيل الأهداف ولكن المهم هو تحقيق الانتصار والانتصار يمنحنا ثقة أكبر بينما قال سواريز أن اللاعبين قدموا أداء جيد والجميع شاهد على ما حدث.

### فرنسا-المكسيك
قال لاعب الوسط الفرنسي أبو ديابي أن زملائه قدموا أداء جيد في خط الدفاع والوسط بينما يتوجب عليهم تطوير الناحية الهجومية  بينما قال الجناح فلورينت مالودا أنه اعتاد على اللعب بديلا في مباريات المنتخب. انتقد لاعب منتخب فرنسا السابق زين الدين زيدان أداء منتخب بلاده الذين تميزوا بالأداء الفردي بينما يتوجب على المدرب ريمون دومينيك أن يضع غروره جانبا وأن يعمل على الجانب الجماعي  بينما قال المهاجم تييري هنري أن الجلوس كثيرا على مقاعد الاحتياط مع نادي برشلونة السبب الرئيسي لعدم مشاركته أساسيا مع منتخب بلاده. تعرض المدافع ويليام غالاس لإصابة أثناء التدريبات ولكنه شفي منها سريعا  بينما أكد المدافع الآخر إريك أبيدال أنه لن يتم التهاون أمام المكسيك. تعرض الحارس الثالث سيدريك كاراسو لإصابة اضطرته للانسحاب من قائمة المنتخب وطلب الاتحاد الفرنسي من الاتحاد الدولي لكرة القدم استبداله بحارس نادي موناكو ستيفان روفيير ولكن طلب قوبل بالرفض لأن الحالة غير اضطرارية. رفض قائد منتخب فرنسا باتريس إيفرا تصريحات زيدان بأن الأداء الفردي يطغي على أداء المنتخب بل أنه يتحلى بطريقة لعب جماعية  بينما قال دومينيك بأنه ما زال يفكر حتى قبل بداية المباراة بدقائق في تشكيلة المنتخب واللاعبين المشاركين. وفي المعسكر المقابل قال لاعب الوسط المكسيكي رافاييل ماركيز بأنهم لا يخشون فرنسا لأنهم يجيدون اللعب أمام الكبار  بينما يتطلع الحارس أوسكار بيريز لتحقيق الفوز على فرنسا. قال المهاجم الشاب كارلوس فيلا أن المباراة المقبلة حياة أو موت  بينما قال قائد منتخب المكسيك جيراردو تورادو أن الضغط الواقع على أكتافهم ليس قليلا. بدأت المباراة في تمام الساعة الثامنة والنصف. في الدقيقة 64 استغل المهاجم المكسيكي البديل خافيير هيرنانديز اعتماد المنتخب الفرنسي على نصب مصيدة التسلل وتسلم كرة طولية وهيأها لنفسه بعدما وقف الدفاع الفرنسي اعتقادا منهم بأن اللاعب متسلل ليراوغ هيرنانديز الحارس الفرنسي ويضعها في الشباك معلنا عن تقدم فريقه 1/0. حصل اللاعب البديل الآخر بابلو إيمار على ضربة جزاء في الدقيقة 77 بعدما تعرض للعرقلة من قبل المدافع المخضرم إريك أبيدال الذي نال إنذارا من الحكم السعودي خليل الغامدي الذي أدار اللقاء وتقدم النجم المخضرم كواتيموك بلانكو لتسديد الضربة ليضعها داخل الشباك في الدقيقة 79 محرزا الهدف الثاني ليقضي على آمال الفرنسيين في التعادل. بعد نهاية المباراة قال دومينيك أنه لا يتوقع تحقيق نتائج إيجابية ولكن مسئوليته تكمن في توفير الأجواء المناسبة فقط  بينما عبر مالودا عن شعوره بالعار من الأداء المقدم. في المعسكر المقابل أكد ماركيز سعادته بتحقيق انتصار على فرنسا  بينما قال مدرب منتخب المكسيك خافيير أغيري أن المباراة كانت متوازنة والمنتخب الذي سيسجل هدف أولا سيفوز بها وقال هيرنانديز صاحب الهدف الأول بأنه سعيد بهذا الفوز أكثر من فوزه بلقب أفضل لاعب في المباراة.

### المكسيك - الأوروغواي
هنأ الرئيس المكسيكي فيليبي كالديرون منتخب بلاده هاتفيا بفوزه على فرنسا 2/ صفر وأشار بيان صادر عن الرئاسة المكسيكية إلى إن كالديرون اتصل هاتفيا بالمدير الفني للفريق خافيير أغيري وهنأه على الفوز التاريخي ونقل له تهنئة جميع المكسيكيين. أصبح المهاجم المخضرم كواتيموك بلانكو أول لاعب مكسيكي يحرز أهدافا في ثلاث بطولات لكأس العالم بعد أن سجل هدفا في فوز منتخب بلاده على فرنسا 2/ صفر وأحرز لاعب أمريكا المكسيكي وشيكاغو فاير الأمريكي السابق أول أهدافه في بطولات كأس العالم أمام بلجيكا في المباراة التي انتهت بتعادل الفريقين 2/2 في مونديال فرنسا أما هدفه الثاني فجاء في مونديال كوريا الجنوبية واليابان من ضربة جزاء فازت بها المكسيك على كرواتيا في أولى مبارياتها في البطولة وبأهدافه الثلاثة تفوق بلانكو بفارق هدف على زميله السابق في المنتخب المكسيكي ألبيرتو غارسيا أسبي الذي أحرز في مونديال 1994 و 1998 وقال بلانكو عقب المباراة كانت ثلاث نقاط حاسمة. المجموعة صعبة وكنا نعرف أن علينا الفوز بأية طريقة وأضاف هذا الفوز يمنحنا ثقة كبيرة لكننا لم نتأهل بعد لذا علينا السعي وراء الثلاث نقاط في المباراة الأخيرة أمام أوروغواي. واختتم بقوله نتمنى الوصول إلى أبعد حد في هذه البطولة من أجل جماهيرنا. شدد خافيير أغيري المدير الفني للمنتخب المكسيكي أن منتخبه سيحاول الفوز على أوروغواي حيث قال لم أسمع عن هذه الشائعات حتى سألتموني بشأنها، سنحاول الذهاب هناك لتحقيق الفوز وأوروغواي ستحاول الفوز وكرة القدم ستنتصر. دعونا نأمل أن تكون مباراة قوية والفريق الأفضل سيفوز، إذا تعادلنا بسبب ما يحدث داخل الملعب سنكون جميعا سعداء ولكني لا يمكن أن أضمن أننا سنحقق الفوز. نحتاج إلى الحفاظ على هدوئنا وروحنا الجماعية، إننا نفكر فقط في الفوز، دعنا نرى إذا كنا قادرين على تحقيق ذلك، إذا ذهبنا إلى هناك وسط شكوك حول الهزيمة فربما نتعرض للهزيمة. حتى الآن منتخب أوروغواي هو الأفضل في المجموعة. منتخب أوروغواي يمتلك قوة كبيرة ولم يدخل مرماهم أي هدف ولديهم لاعبون موهوبون ليس فقط دييغو فورلان. لقد بقينا معا 75 يوما والأمور تسير بشكل جيد، إننا في مستوى جيد للغاية. جميع المباريات التي خضناها معا شهدت حماسا كبيرا ورغبة وأمنية لتحقيق الفوز. نفى لاعب الوسط رافاييل ماركيز اهتمامه بحمل شارة قيادة المنتخب المكسيكي أمام جنوب أفريقيا التي حملها جيراردو تورادو وأمام أوروغواي حيث قال: المهم هو الفريق، أن تكون هناك أجواء جيدة وأعتقد أنها موجودة وأي شخص بعد ذلك يمكنه حمل الشارة. المنتخب المكسيكي في أيد أمينة. هناك لاعبون كبار وشباب يتمتعون بمهارات عالية. المرء لا يلعب إلى الأبد ولابد من أن تنتهي مسيرتك في لحظة ما وكما قلت من قبل إنه آخر ظهور لي في كأس العالم. أخبرتهم كثيرا بأن عليهم الاستفادة من هذا المونديال فهناك مسئولون كثيرون وإدارات أندية أوروبية تتابع. أصبحنا مزعجين للغاية ونعطي نصائحنا كي يتحمل اللاعبون الشباب مسئولياتهم ويتطلعوا إلى تحقيق الكثير. نتمنى لو كان عمرنا 22 أو 23 عاما مثلهم فهم يتمتعون بالسرعة ويمكنهم صنع الفارق في أية لحظة. أكد مدرب منتخب أوروغواي أوسكار تاباريز أن فريقه بوسعه استكمال طريقه كاملا والفوز بلقب بطولة كأس العالم 2010 وذلك بعدما حقق الفريق الأمريكي الجنوبي أفضل نتيجة له بنهائيات كأس العالم منذ 56 عاما وقال جئنا لبطولة كأس العالم هذه وكلنا أمل في أن نقدم شيئا مختلفا عما قدمته أوروغواي منذ السبعينات فمنذ ذلك الوقت لم نقترب من المركز الثالث أو الرابع بالمونديال. إننا مقتنعون بقدرتنا على الفوز بكأس العالم، قد تكون بعض الفرق أفضل منا ولكننا بوسعنا أن نكون خصما عنيدا أمام أي فريق. أكد سيباستيان أبريو مهاجم منتخب أوروغواي أن الأداء الطيب الذي يقدمه المنتخب المكسيكي في مونديال جنوب أفريقيا سببه استيعاب لاعبي الفريق أخيرا للقوة التي يتمتعون بها ومخاطرتهم من أجل النضج وأضاف من كانوا يلعبون في المكسيك استوعبوا أن من سافروا للعب في الخارج كانوا يتحسنون دوما. بدأ ذلك في تحفيزهم على سلوك نفس الطريق الذي كان صعبا في الماضي. كان الجميع في الماضي يختار الهدوء والسكينة. يلعبون جيدا فهم متحركون، لا يملكون فقط لاعبين أصحاب مستوى رائع بل كذلك آخرين يتمتعون بالخبرة وهو ما كان من الصعب إيجاده ولديهم خيارات على مقاعد البدلاء على أعلى مستوى. لكل هذه الأسباب وللكرة التي يقدمونها يعدون منافسا صعبا. أرى أن منتخب بلادي لديه مؤهلات كروية ونفسية تمكنه من تحقيق الفوز أو على الأقل نقطة التعادل تلك التي تمنحنا العبور إلى دور الثمن النهائي. اللاعبون المكسيكيون ليس لديهم نفس سمات أقرانهم في جنوب أفريقيا لكننا نستعد كي لا يفاجئوننا خلال اللقاء. لن نعدل من أسلوبنا ولدينا طريقة لعب واضحة وقد أتت ثمارها بشكل ممتاز. لو واصلنا اللعب بهذا الشكل، أتركوني استمتع على مقاعد البدلاء، حيث أحظى بالدفء وبرؤية أوروغواي وهي تلعب هكذا. بدأت المباراة في تمام الساعة الرابعة بالتوقيت المحلي. قبل دقيقتين فقط من نهاية الشوط الأول شن المنتخب الأوروغوياني هجمة مرتدة سريعة حيث انطلق إدينسون كافاني من الناحية اليمنى ومرر عرضية إلى زميله لويس سواريز الذي أسكنها في الشباك المكسيكي معلنا عن تقدم أوروجواي 1/صفر في الشوط الأول ولتنتهي المباراة بهذه النتيجة. تم اختيار مهاجم منتخب الأوروغواي لويس سواريز أفضل لاعب في المباراة. تلقى المهاجم المكسيكي غييرمو فرانكو صدمة بهزيمة منتخب بلاده أمام نظيره الأوروغوياني 0/1 حيث قال لا أحد يحب الهزيمة. إننا نسعى لتحقيق نتيجة إيجابية في كل وقت ولقد تغلبوا علينا في الهجمات المرتدة السريعة وأحرزوا من خلال إحداها. كنا نريد إحراز المركز الأول في المجموعة لكل ما يعنيه ومنه العامل النفسي ولكننا تأهلنا أيضا باحتلال المركز الثاني وهو الشيء المهم. أشاد أوسكار تاباريز المدير الفني لمنتخب أوروغواي بالإمكانيات الدفاعية لفريقه بعد الفوز على نظيره المكسيكي 1/0 حيث قال دافعنا جيدا ومن خلال ذلك جعلنا الأمور صعبة على المكسيك. الأداء المكسيكي يعتمد بالطبع على التخطيط المتميز وقد شكلوا بعض الخطورة علينا. ساندنا الحظ في ضربة الرأس التي ذهبت بعيدا. لقد قام خورخي فوسيلي بعمل دفاعي رائع. عندما تخطط لمباراة يجب أن تحاول وضع حدود لفرص الفريق المنافس. لا أعتقد أنك يمكنك الهجوم فقط ولا تهتم بما يفعله الفريق المنافس. لا يجب أن تشوهوا كلمة الدفاع. عندما يريد مدرب أن يكتسب شعبية يقولون أنك مدرب مهاجم ولكن عندما يعتمد مدرب على الدفاع يعترف بأن شيئا ما مفتقدا.

### فرنسا - جنوب أفريقيا
تغيب الفرنسي المخضرم نيكولا أنيلكا عن تدريبات منتخب بلاده وسط تردد أنباء عن استبعاده من صفوف الفريق وترحيله عائدا إلى بلاده وأوضحت تقارير إخبارية نقلا عن الاتحاد الفرنسي أن أنيلكا استبعد من صفوف المنتخب بسبب توجيهه إهانات إلى مديره الفني ريمون دومينيك بين شوطي المباراة التي خسرها المنتخب الفرنسي أمام نظيره المكسيكي صفر/2. أكد الاتحاد الفرنسي لكرة القدم في بيان له استبعاد اللاعب المخضرم نيكولا أنيلكا من صفوف المنتخب الفرنسي المشارك حاليا في بطولة كأس العالم 2010 بجنوب أفريقيا وذلك بعد رفض اللاعب تقديم الاعتذار إلى مديره الفني ريمون دومينيك. وقال نويل لو جراي نائب رئيس الاتحاد الفرنسي في تصريح للإذاعة الفرنسية إن القرار اتخذ بعد اجتماع بين دومينيك واسكاليه. وذكرت محطة كانال بلس التلفزيونية في فرنسا أن أنيلكا سيعود إلى فرنسا وسيمثل أمام لجنة تأديبية بالاتحاد الفرنسي. وأعرب المسئولون والعامة في فرنسا عن غضبهم الشديد من بذاءة أنيلكا والتي كشفتها صحيفة ليكيب الفرنسية الرياضية في صفحتها الأولى. وذكرت ليكيب أن أنيلكا أهان دومينيك في غرف تغيير الملابس خلال فترة الراحة بين شوطي المباراة أمام المكسيك. وأوضحت الصحيفة أن أنيلكا وجه الإهانة إلى مدربه بعدما طالب المدرب بشدة ولكن بشكل مهذب أن يلتزم بمهام مركزه في الملعب. وأشارت الصحيفة في صفحتها الأولى إلى الواقعة بين دومينيك وأنيلكا وأن دومينيك أبلغ اللاعب بعدها أمام الفريق بأكمله بأنه سيستبدله وهو ما حدث بالفعل مع بداية الشوط الثاني حيث لعب مكانه أندريه بيير غينياك. وأشارت بعض التقارير عن وجود العديد من الخلافات بين المدرب دومينيك ولاعبي المنتخب علما بأن أنصار المنتخب في فرنسا يشعرون بالأسى ويوجهون الانتقادات العنيفة للفريق بسبب العروض الباهتة له في المونديال الحالي. ويواجه يوان غوركوف صانع ألعاب الفريق معاملة سيئة وازدراء من عدة لاعبين بالفريق كما استبعده دومينيك من التشكيلة الأساسية للفريق رغم حاجة الفريق إلى جهوده. تحولت الإهانات التي وجهها اللاعب نيكولاس أنيلكا للمدير الفني للمنتخب الفرنسي ريمون دومينيك إلى قضية قومية في فرنسا. وقال الرئيس الفرنسي نيكولا ساركوزي إنه أمر غير مقبول مشيرا إلى الإهانات التي وجهها أنيلكا للمدير الفني دومينيك في حجرة تغيير ملابس الفريق الأمر الذي سيطر على عناوين العديد من الصحف في أنحاء العالم. وأصبح دومينيك وقائد المنتخب باتريس إيفرا مطالبين الآن بتهدئة الأجواء في المنتخب الفرنسي الذي أصبح على وشك الخروج من الدور الأول وقال إفرا إن المنتخب يضم خائنا سرب تفاصيل المشادة بين أنيلكا ودومينيك لوسائل الإعلام ولكن أنيلكا ليس القضية الوحيدة التي يجب أن يتعامل معها دومينيك حيث قام ويليام غالاس بتوجيه إيماءه مهينة بإصبع يده لمراسل تليفزيوني عقب مباراة المكسيك وذلك قبل أن يقاطع وسائل الإعلام. وقال لاعب المنتخب الفرنسي السابق بيسنتي ليزارازو عن أنيلكا الذي يعود موقفه الصعب جزئيا لحقيقة أنه لعب لثمانية أندية مختلفة تشعر بأنه يلعب لنفسه. قال لاعب خط الوسط الفرنسي فرانك ريبيري إن دموعه انهمرت عند إقصاء زميله المهاجم نيكولاس أنيلكا من صفوف المنتخب الفرنسي وأن البحث جاريا الآن عن الخائن الذي سرب تفاصيل المشادة بين اللاعب والمدرب لوسائل الإعلام وقال ريبيري إن معنويات لاعبي المنتخب تأثرت سلبيا بسبب انتقادات وسائل الإعلام والأداء المتواضع للاعبين على الملعب. رفض لاعبو المنتخب الفرنسي التدرب بعد طرد زميلهم نيكولاس أنيلكا ونتيجة لذلك أعلن رئيس البعثة جان لوي فالنتين استقالته إزاء الفضيحة التي تعيشها فرنسا. كلف الرئيس الفرنسي نيكولا ساركوزي وزيرة الصحة والرياضة الفرنسية روزلين باشلو بالاجتماع مع مسئولي بعثة المنتخب الفرنسي. ذكرت مصادر دبلوماسية في باريس أن الوزيرة باشلو تأمل أن تضع نهاية لأسوأ أزمة يشهدها تاريخ كرة القدم الفرنسية وذلك بإحياء الشعور بالمسؤولية والنزاهة لدى اللاعبين مضيفة أن الوزيرة ستطالب مسئولي الاتحاد أيضا بتهدئة الأوضاع. كما أوضحت أنها ستقوم أيضا بلقاء مدرب المنتخب وممثلي الاتحاد حيث ستطالب المدرب دومينيك خلال الاجتماع بمحاولة الإمساك بزمام الأمور واحتواء التمرد الذي أظهره الفريق خاصة بعد أن ألقى عدد من الجمهور اللائمة عليه بسبب الطريقة التي تعامل بها مع اللاعب أنيلكا. انتقد المدرب ريمون دومينيك المدير الفني للمنتخب الفرنسي قرار لاعبيه بمقاطعة تدريبات المنتخب احتجاجا على طرد زميلهم نيكولاس أنيلكا من صفوف المنتخب. استبعد ريمون دومينيك المدير الفني للمنتخب الفرنسي باتريس إيفرا قائد المنتخب وفلورينت مالودا وإريك أبيدال من التشكيلة الأساسية للمنتخب في مباراته أمام منتخب جنوب أفريقيا وذلك في ضوء المشاكل التي عانى منها المشاكل في الأيام القليلة الماضية. رغم أن الوفاق لم يجمعه قط بريمون دومينيك نفى زين الدين زيدان مشاركته في تمرد لاعبي فرنسا على مديرهم الفني. ونفي زيدان أي تدخل له في الخطط الفنية لفريق أو أي اتصال له بلاعبي المنتخب الفرنسي الحاليين الذين رفضوا التدرب احتجاجا على طرد زميلهم نيكولاس أنيلكا من المنتخب بعد قيامه بسب دومينيك. وأفادت صحيفة ليبيراسيون الفرنسية بأن لاعب ريال مدريد السابق قد اجتمع مع بعض لاعبي فرنسا كي يطالبهم بأن يقترحوا على دومينيك تعديلا خططيا قبل المباراة التي خسرها الفريق 0/2 أمام المكسيك. ساند الألماني أوتمار هيتسفيلد المدير الفني للمنتخب السويسري ومورتين أولسن المدير الفني للمنتخب الدنماركي قرار اتحاد الكرة الفرنسي بإرسال المهاجم نيكولاس انيلكا إلى بلاده بعد أن سب مدربه رايموند دومينيك وبعدها رفض تقديم اعتذاره. أعرب المدرب البرازيلي لويس فيليب سكولاري عن اعتقاده بأن المنتخب الفرنسي نال الجزاء الذي يستحقه بعد أن تأهل لنهائيات كأس العالم 2010 بجنوب أفريقيا من خلال هدف غير شرعي سجله المنتخب بعد لمسة يد على تييري هنري. قال أتوميلينغ كهون حارس مرمى منتخب جنوب أفريقيا إنه يدين لبلاده بالاعتذار بعد طرده في مباراة المنتخب التي خسرها 0/3 من الأوروغواي. أعرب داني جوردان الرئيس التنفيذي للجنة المنظمة لبطولة كأس العالم 2010 لكرة القدم بجنوب أفريقيا عن قلقه بشأن الأجواء العامة للبطولة بعد هزيمة جنوب أفريقيا صفر/3 أمام منتخب أوروغواي. بدأت المباراة في تمام الساعة الرابعة بالتوقيت المحلي. بعد مرور 20 دقيقة تقدم منتخب جنوب أفريقيا بهدف إثر ضربة ركنية من الناحية اليمنى نفذها سيفيوي تشابالالا وأخطأ الحارس الفرنسي هوغو لوريس في التصدي لها ليرتقي بونغاني كومالو برأسه ويسكن الكرة داخل الشباك. تلقى الفريق الفرنسي لطمة قوية في الدقيقة 25 عندما أشهر الحكم البطاقة الحمراء في وجه يوان غوركوف بعد أن وجه دفعة بالكوع في وجه ماكبيث سيبايا لحظة ارتقائه في الهواء لتسديد الكرة برأسه ليلعب المنتخب الفرنسي أكثر من ساعة كاملة بعشرة لاعبين. جاءت الدقيقة 36 لتعلن عن الهدف الثاني لجنوب أفريقيا عندما توغل تشابالالا بالكرة داخل منطقة الجزاء الفرنسية ويمرر كرة عرضية ولكنها أصدمت بأقدام مدافعي فرنسا وتحولت في اتجاه ستيفن بينار الذي مررها بدوره إلى كاتليغو مفيلا الذي سدد بسهولة شديدة في المرمى الخالي وسط انهيار دفاعات للفريق المنافس. في الدقيقة 70 سجل المنتخب الفرنسي أول هدف له في المونديال بعد أن تلقى فرانك ريبيري تمريرة رائعة على حدود منطقة الجزاء ليمررها بدوره إلى البديل فلورينت مالودا الذي لم يجد أي صعوبة في تقليص الفارق لمنتخب بلاده. تم اختيار مهاجم منتخب جنوب أفريقيا كاتليغو مفيلا أفضل لاعب في المباراة. دعا النائب البرلماني الاشتراكي رينيه دوزيير إلى تشكيل لجنة برلمانية للتحقيق في أزمة المنتخب الوطني الفرنسي في كأس العالم. اجتمع الرئيس الفرنسي نيكولا ساركوزي برئيس الوزراء فرنسوا فيون وعدد من الوزراء ذوي الصلة بالرياضة لبحث ما وصفه بالكارثة التي ضربت المنتخب الفرنسي خلال نهائيات كأس العالم وطالب ساركوزي فيون ووزيرة الصحة والرياضة روزلين باشلو بالإضافة إلى وزيرة الدولة للرياضة راما ياد بتحديد المسئولين عن تلك الكارثة سريعا وتحميلهم العواقب. وذكر مكتب الرئيس الفرنسي في بيان أن ساركوزي طالب الحكومة أيضا بعدم تقديم مكافآت مالية إلى المنتخب الفرنسي المشارك بكأس العالم. أكد البرازيلي كارلوس ألبرتو بيريرا المدير الفني للمنتخب الجنوب أفريقي أن المباراة التي فاز فيها منتخبه على فرنسا في ختام مباريات المجموعة الأولى لنهائيات كاس العالم هي الأخيرة له معهم. أكد جاكوب زوما رئيس جنوب أفريقيا وداني جوردان رئيس اللجنة المنظمة لكأس العالم لكرة القدم أن منتخب جنوب أفريقيا ربما ودع المونديال ولكنه أشاع الفخر في البلاد عبر الفوز على فرنسا 2/1 في ختام فعاليات المجموعة الأولى.

## جنوب إفريقيا × المكسيك

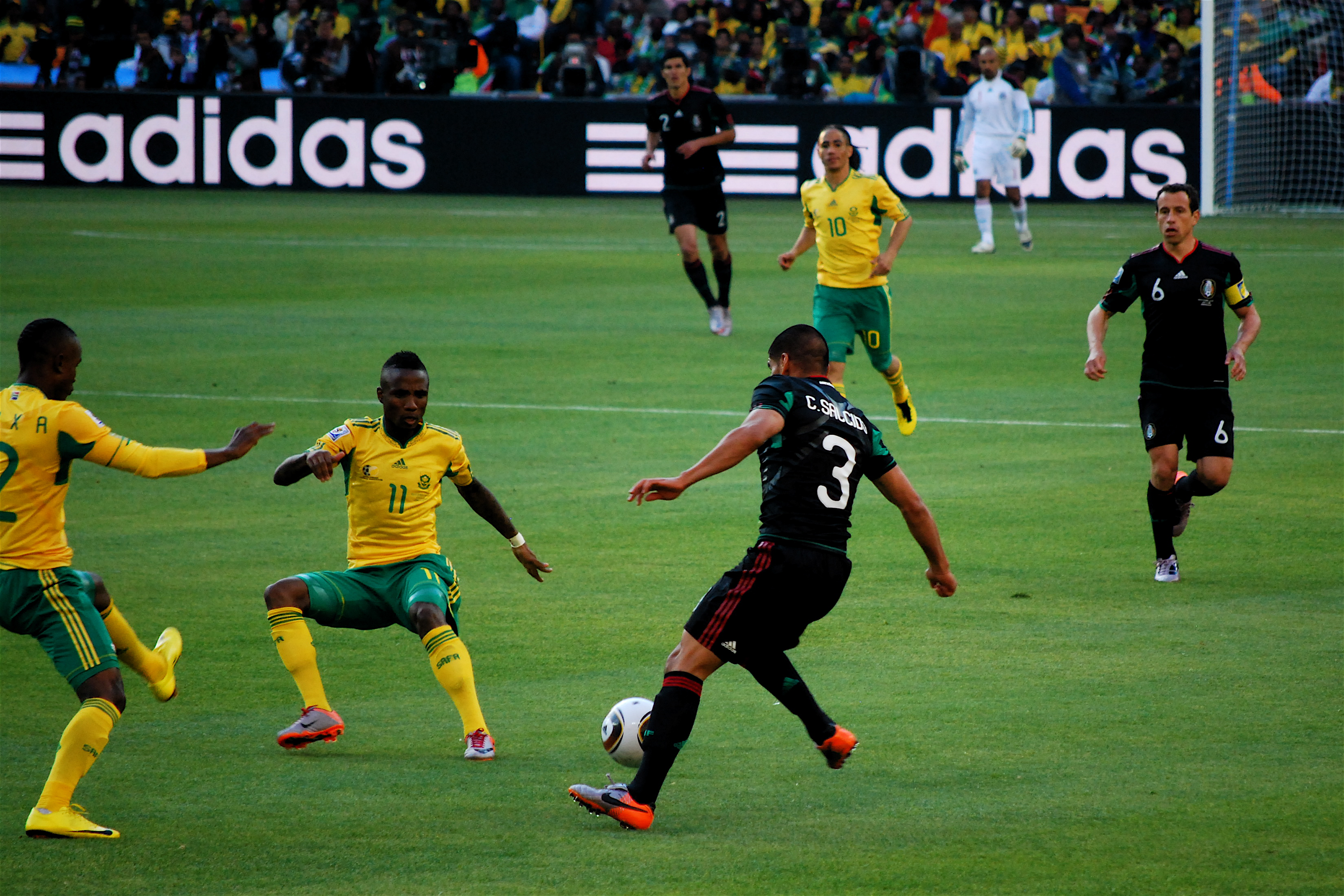
مبارة جنوب إفريقيا والمكسيك

| جنوب إفريقيا  | 1 – 1 | المكسيك    |
| ------------- | ----- | ---------- |
| تشابالالا 55' | تقرير | 79' ماركيز |

| جنوب أفريقيا | المكسيك |

| جنوب أفريقيا:        |    |                     |     |     |     |
|                      |    |                     |     |     |     |
| GK                   | 16 | أتوميلينغ كهون      |     |     |     |
| DF                   | 2  | سيبونيسو غاسكا      |     |     |     |
| DF                   | 4  | أرون موكوينا        |     |     |     |
| MF                   | 8  | سيفيوي تشابالالا    |     |     |     |
| FW                   | 9  | كاتليغو مفيلا       |     |     |     |
| MF                   | 10 | ستيفن بينار         |     | 83' |     |
| MF                   | 11 | تيكو موديسي         |     |     |     |
| MF                   | 12 | رينيلوي ليتشولونيان |     |     |     |
| MF                   | 13 | كاغيسو ديكغاكوا     | 27' |     |     |
| DF                   | 15 | لوكاس توالا         |     | 46' |     |
| DF                   | 20 | بونغاني كومالو      |     |     |     |
| البدلاء:             |    |                     |     |     |     |
| DF                   | 3  | تسيبو ماسيليلا      |     | 46' | 70' |
| FW                   | 17 | برنارد باركر        |     | 83' |     |
| المدرب:              |    |                     |     |     |     |
| كارلوس ألبرتو بيريرا |    |                     |     |     |     |

| المكسيك:      |    |                    |     |     |
|               |    |                    |     |     |
| GK            | 1  | إوسكار بيريز       |     |     |
| DF            | 2  | فرانشيسكو رودريجيز |     |     |
| DF            | 3  | كارلوس سالسيدو     |     |     |
| DF            | 4  | رافاييل ماركيز     |     |     |
| DF            | 5  | ريكاردو أوسوريو    |     |     |
| MF            | 6  | غيراردو تورادو     | 57' |     |
| FW            | 9  | غييرمو فرانكو      |     | 73' |
| FW            | 11 | كارلوس فيلا        |     | 69' |
| DF            | 12 | بول أغويلار        |     | 55' |
| DF            | 16 | إفراين خواريز      | 18' |     |
| MF            | 17 | جيوفاني دوس سانتوس |     |     |
| البدلاء:      |    |                    |     |     |
| FW            | 10 | كواتيموك بلانكو    |     | 69' |
| FW            | 14 | خافيير هيرنانديز   |     | 73' |
| MF            | 18 | أندريس غواردادو    |     | 55' |
| المدرب:       |    |                    |     |     |
| خافيير أجييري |    |                    |     |     |

| أفضل لاعب في المباراة: سيفيوي تشابالالا مساعدي الحكم: رافاييل إلياسوف باخادير كوشكاروف الحكم الرابع: صبح الدين محمد صالح |

## الأوروغواي × فرنسا

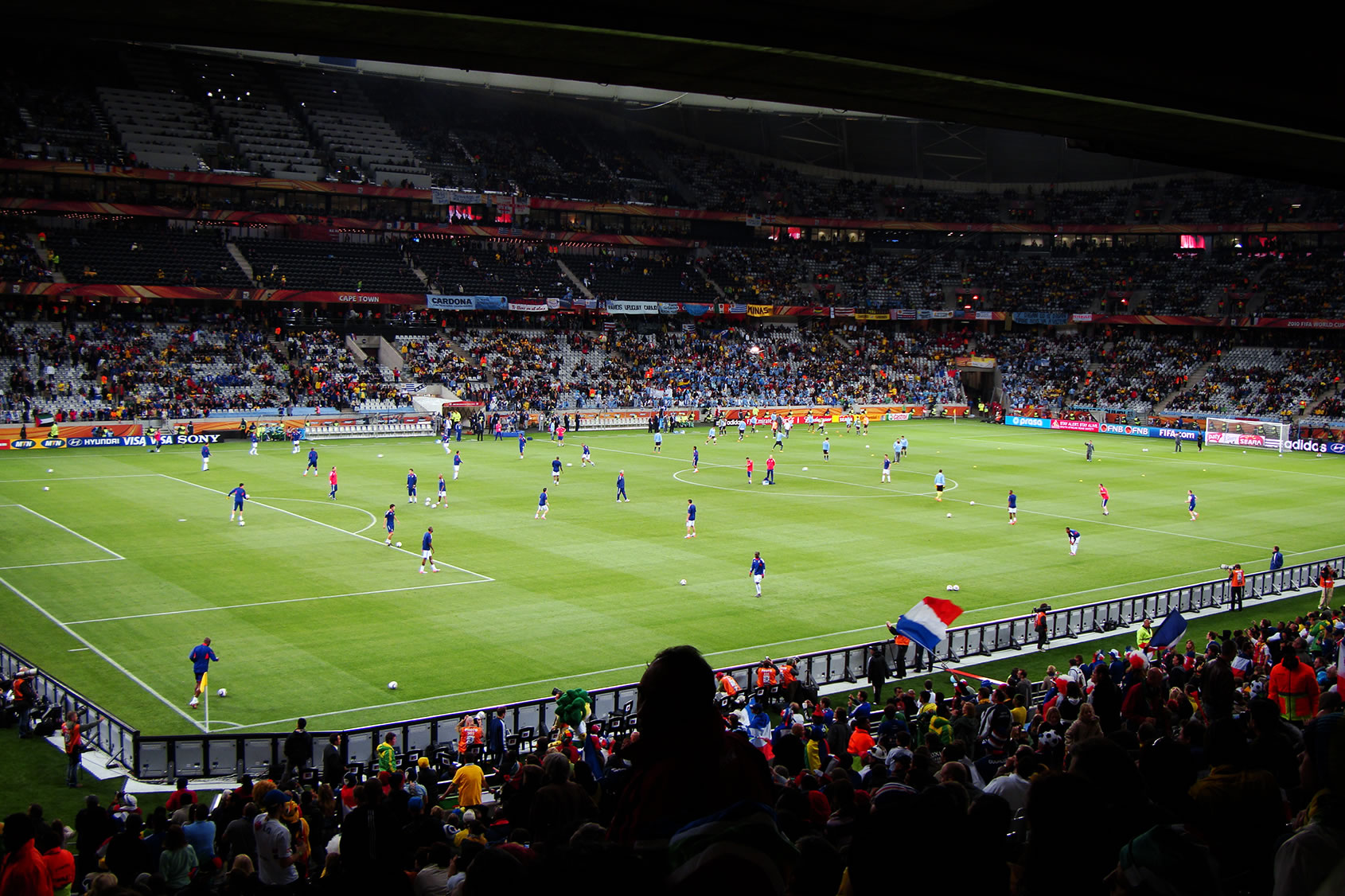
الأحماء قبل مباراة الأرجواي وفرنسا

| الأوروغواي | 0 – 0 | فرنسا |
| ---------- | ----- | ----- |
|            | تقرير |       |

| الأوروغواي | فرنسا |

| الأوروغواي:    |    |                        |         |     |
|                |    |                        |         |     |
| GK             | 1  | فيرناندو موسليرا       |         |     |
| CB             | 6  | ماوريسيو فيكتورينو     | 59'     |     |
| CB             | 2  | دييغو لوجانو           | 90+3'   |     |
| CB             | 3  | دييغو غودين            |         |     |
| RM             | 16 | ماكسميليانو بيريرا     |         |     |
| CM             | 15 | دييغو بيريز            |         | 88' |
| CM             | 17 | إيغيديو أريفالو ريوس   |         |     |
| LM             | 11 | ألفارو بيريرا          |         |     |
| CF             | 18 | إغناسيو ماريا غونزاليز |         | 63' |
| ST             | 10 | دييغو فورلان           |         |     |
| ST             | 9  | لويس سواريز            |         | 74' |
| البدلاء:       |    |                        |         |     |
| MF             | 14 | نيكولاس لوديرو         | 65' 81' | 63' |
| FW             | 13 | سيباستيان أبريو        |         | 74' |
| MF             | 8  | سيباستيان إغورين       |         | 88' |
| المدير الفني:  |    |                        |         |     |
| أوسكار تاباريز |    |                        |         |     |

| فرنسا:        |    |                    |     |     |
|               |    |                    |     |     |
| GK            | 1  | هوغو لوريس         |     |     |
| RB            | 2  | بكاري سانيا        |     |     |
| CB            | 5  | ويليام غالاس       |     |     |
| CB            | 3  | إريك أبيدال        |     |     |
| LB            | 13 | باتريك فييرا       | 12' |     |
| DM            | 14 | جيريمي تولالان     | 68' |     |
| CM            | 8  | جيريمي تولالان     |     | 75' |
| CM            | 19 | أبو ديابي          |     |     |
| RW            | 10 | سيدني غوفو         |     | 85' |
| LW            | 7  | فرانك ريبري        | 19' |     |
| CF            | 21 | نيكولا أنيلكا      |     | 72' |
| البدلاء:      |    |                    |     |     |
| FW            | 12 | تييري هنري         |     | 72' |
| MF            | 15 | فلورينت مالودا     |     | 75' |
| FW            | 11 | أندريه بيير غينياك |     | 85' |
| المدير الفني: |    |                    |     |     |
| ريمون دومينيك |    |                    |     |     |

| رجل المباراة: دييغو فورلان مساعدي الحكم: تورو سغارا. هاي سانغ يونغ. الحكم الرابع جويل أغويلار. |

## جنوب إفريقيا × الأوروغواي
| جنوب إفريقيا | 0 - 3   | الأوروغواي                                         |
| ------------ | ------- | -------------------------------------------------- |
|              | التقرير | 24'، 80' (ر.ج.) دييغو فورلان · 90+5' ألفارو بيريرا |

| جنوب أفريقيا | الأوروغواي |

| جنوب أفريقيا:        |    |                     |     |     |
|                      |    |                     |     |     |
| GK                   | 16 | أتوميلينغ كهون      | 76' |     |
| RB                   | 2  | سيبونيسو غاسكا      |     |     |
| CB                   | 4  | أرون موكوينا        |     |     |
| CB                   | 20 | بونغاني كومالو      |     |     |
| LB                   | 3  | تسيبو ماسيليلا      |     |     |
| RM                   | 8  | سيفيوي تشابالالا    |     |     |
| CM                   | 13 | كاغيسو ديكغاكوا     | 42' |     |
| CM                   | 12 | رينيلوي ليتشولونيان |     | 57' |
| LM                   | 11 | تيكو موديسي         |     |     |
| SS                   | 10 | ستيفن بينار         | 6'  | 79' |
| CF                   | 9  | كاتليغو مفيلا       |     |     |
| البدلاء:             |    |                     |     |     |
| MF                   | 19 | سيربرايس موريري     |     | 57' |
| GK                   | 1  | مونيب جوسيفز        |     | 79' |
| المدرب:              |    |                     |     |     |
| كارلوس ألبرتو بيريرا |    |                     |     |     |

| الأوروغواي:    |    |                      |  |     |
|                |    |                      |  |     |
| GK             | 1  | فيرناندو موسليرا     |  |     |
| RB             | 16 | ماكسميليانو بيريرا   |  |     |
| CB             | 2  | دييغو لوجانو         |  |     |
| CB             | 3  | دييغو غودين          |  |     |
| LB             | 4  | خورخي فوسيلي         |  | 71' |
| DM             | 15 | دييغو بيريز          |  | 90' |
| RM             | 17 | إيغيديو أريفالو ريوس |  |     |
| LM             | 11 | ألفارو بيريرا        |  |     |
| AM             | 10 | دييغو فورلان         |  |     |
| CF             | 9  | لويس سواريز          |  |     |
| CF             | 7  | إدينسون كافاني       |  | 89' |
| البدلاء:       |    |                      |  |     |
| MF             | 20 | ألفارو فيرنانديز     |  | 71' |
| FW             | 21 | سيباستيان فيرنانديز  |  | 89' |
| MF             | 5  | والتر غارغانو        |  | 90' |
| المدرب:        |    |                      |  |     |
| أوسكار تاباريز |    |                      |  |     |

| رجل المباراة: دييغو فورلان مساعدي الحكم: ماثياس آرنيت فرانشيسكو بيوراجينا الحكم الرابع: وولفجانج ستارك الحكم الخامس: جان سالف |

## فرنسا × المكسيك
| فرنسا | 0 – 2   | المكسيك                                           |
| ----- | ------- | ------------------------------------------------- |
|       | التقرير | 64' خافيير هيرنانديز · 79' (ر.ج.) كواتيموك بلانكو |

| فرنسا | المكسيك |

| فرنسا:        |    |                    |       |     |
|               |    |                    |       |     |
| GK            | 1  | هوغو لوريس         |       |     |
| RB            | 2  | بكاري سانيا        |       |     |
| CB            | 5  | ويليام غالاس       |       |     |
| CB            | 3  | إريك أبيدال        | 78'   |     |
| LB            | 13 | باتريك فييرا       |       |     |
| CM            | 14 | جيريمي تولالان     | 45+1' |     |
| CM            | 19 | أبو ديابي          |       |     |
| RW            | 10 | سيدني غوفو         |       | 69' |
| AM            | 7  | فرانك ريبري        |       |     |
| LW            | 15 | فلورينت مالودا     |       |     |
| CF            | 21 | نيكولا أنيلكا      |       | 46' |
| البدلاء:      |    |                    |       |     |
| FW            | 11 | أندريه بيير غينياك |       | 46' |
| MF            | 20 | ماثيو فالبوينا     |       | 69' |
| المدرب:       |    |                    |       |     |
| ريمون دومينيك |    |                    |       |     |

| المكسيك:      |    |                    |     |     |
|               |    |                    |     |     |
| GK            | 1  | إوسكار بيريز روجاس |     |     |
| RB            | 5  | ريكاردو أوسوريو    |     |     |
| CB            | 15 | هيكتور مورينو      | 49' |     |
| CB            | 2  | فرانشيسكو رودريجيز | 82' |     |
| LB            | 3  | كارلوس سالسيدو     |     |     |
| DM            | 4  | رافاييل ماركيز     |     |     |
| CM            | 16 | إفراين خواريز      | 48' | 55' |
| CM            | 6  | غيراردو تورادو     |     |     |
| RW            | 17 | جيوفاني دوس سانتوس |     |     |
| LW            | 11 | كارلوس فيلا        |     | 31' |
| CF            | 9  | غييرمو فرانكو      | 4'  | 62' |
| البدلاء:      |    |                    |     |     |
| MF            | 7  | بابلو باريرا       |     | 31' |
| FW            | 14 | خافيير هيرنانديز   |     | 55' |
| FW            | 10 | كواتيموك بلانكو    |     | 62' |
| المدرب:       |    |                    |     |     |
| خافيير أجييري |    |                    |     |     |

| رجل المباراة: خافيير هيرنانديز مساعدي الحكم: حسن كامرانيفر صالح المرزوقي الحكم الرابع: بيتر أوليري الحكم الخامس: ماثيو تورا |

## المكسيك × الأوروغواي
| المكسيك | 0 – 1   | الأوروغواي      |
| ------- | ------- | --------------- |
|         | التقرير | 43' لويس سواريز |

| المكسيك | الأوروغواي |

| المكسيك:      |    |                    |     |     |
|               |    |                    |     |     |
| GK            | 1  | إوسكار بيريز       |     |     |
| RB            | 5  | ريكاردو أوسوريو    |     |     |
| CB            | 2  | فرانشيسكو رودريجيز |     |     |
| CB            | 15 | هيكتور مورينو      |     | 57' |
| LB            | 3  | كارلوس سالسيدو     |     |     |
| CM            | 4  | رافاييل ماركيز     |     |     |
| RM            | 6  | غيراردو تورادو     |     |     |
| LM            | 18 | أندريس غواردادو    |     | 46' |
| SS            | 17 | جيوفاني دوس سانتوس |     |     |
| SS            | 10 | كواتيموك بلانكو    |     | 63' |
| CF            | 9  | غييرمو فرانكو      |     |     |
| البدلاء:      |    |                    |     |     |
| MF            | 7  | بابلو باريرا       |     | 46' |
| MF            | 8  | إسرائيل كاسترو     | 86' | 57' |
| FW            | 14 | خافيير هيرنانديز   | 77' | 63' |
| المدرب:       |    |                    |     |     |
| خافيير أجييري |    |                    |     |     |

| الأوروغواي:    |    |                      |     |     |
|                |    |                      |     |     |
| GK             | 1  | فيرناندو موسليرا     |     |     |
| RB             | 16 | ماكسميليانو بيريرا   |     |     |
| CB             | 2  | دييغو لوجانو         |     |     |
| CB             | 6  | ماوريسيو فيكتورينو   |     |     |
| LB             | 4  | خورخي فوسيلي         | 68' |     |
| CM             | 15 | دييغو بيريز          |     |     |
| RM             | 17 | إيغيديو أريفالو ريوس |     |     |
| LM             | 11 | ألفارو بيريرا        |     | 77' |
| AM             | 10 | دييغو فورلان         |     |     |
| CF             | 9  | لويس سواريز          |     | 85' |
| CF             | 7  | إدينسون كافاني       |     |     |
| البدلاء:       |    |                      |     |     |
| DF             | 19 | أندريس سكوتي         |     | 77' |
| MF             | 20 | ألفارو فيرنانديز     |     | 85' |
| المدرب:        |    |                      |     |     |
| أوسكار تاباريز |    |                      |     |     |

| رجل المباراة: لويس سواريز مساعدي الحكم: جابور إيروس تيبور فاموس الحكم الرابع: مارتن هانسون الحكم الخامس: ستيفان ويتبيرغ |

## فرنسا × جنوب إفريقيا
| منتخب فرنسا        | 2:1 | منتخب جنوب أفريقيا                     |
| ------------------ | --- | -------------------------------------- |
| فلورينت مالودا 70' |     | بونغاني كومالو 20' · كاتليغو مفيلا 37' |

| فرنسا | جنوب أفريقيا |

| حارس          | 1  | هوغو لوريس         |     |
| ظهير أيمن     | 2  | بكاري سانيا        |     |
| قلب دفاع      | 5  | ويليام غالاس       |     |
| قلب دفاع      | 17 | سيباستيان سكيلاتشي |     |
| ظهير أيسر     | 22 | غيل كليشي          |     |
| وسط محوري     | 18 | ألو ديارا          | 82' |
| وسط محوري     | 19 | أبو ديابي 71'      |     |
| جناح أيمن     | 11 | أندريه بيير غينياك | 46' |
| وسط مهاجم     | 8  | يوان غوركوف        | 25' |
| جناح أيسر     | 7  | فرانك ريبري        |     |
| مهاجم         | 9  | جبريل سيسي 55'     |     |
| البدلاء:      |    |                    |     |
| وسط           | 15 | فلورينت مالودا     | 46' |
| مهاجم         | 12 | تييري هنري         | 55' |
| مهاجم         | 10 | سيدني غوفو         | 82' |
| المدرب:       |    |                    |     |
| ريمون دومينيك |    |                    |     |

| جنوب أفريقيا:        |    |                   |     |
|                      |    |                   |     |
| حارس                 | 1  | مونيب جوسيفز      |     |
| ظهير أيمن            | 5  | أنيلي نغكونغكا    | 55' |
| قلب دفاع             | 4  | أرون موكوينا      |     |
| قلب دفاع             | 20 | بونغاني كومالو    |     |
| ظهير أيسر            | 3  | تسيبو ماسيليلا    |     |
| وسط محوري            | 6  | ماكبيث سيبايا     |     |
| وسط محوري            | 23 | تاندويس كوبوني    | 78' |
| جناح أيمن            | 10 | ستيفن بينار       |     |
| جناح أيسر            | 8  | سيفيوي تشابالالا  |     |
| مهاجم                | 9  | كاتليغو مفيلا     |     |
| مهاجم                | 17 | برنارد باركر      | 68' |
| البدلاء:             |    |                   |     |
| مدافع                | 2  | سيبونيسو غاسكا    | 55' |
| مهاجم                | 18 | سييابونغا نومفيتي | 68' |
| وسط                  | 11 | تيكو موديسي       | 78' |
| المدرب:              |    |                   |     |
| كارلوس ألبرتو بيريرا |    |                   |     |

أفضل لاعب في المباراة:

كاتليغو مفيلا (جنوب أفريقيا)
مساعد الحكم: 

أبراهام غونزاليز (كولومبيا) 

هومبيرتو كلافيخو (كولومبيا) 

الحكم الرابع: 

هيكتور بالداسي (الأرجنتين) 

الحكم الخامس: 

ريكاردو كأساس (الأرجنتين)